# PZL.49 Miś
Il PZL.49 Miś (orso, in lingua polacca) era un aereo da bombardamento bimotore ad ala bassa sviluppato dall'azienda polacca Państwowe Zakłady Lotnicze di Varsavia negli anni trenta e rimasto allo stadio di progetto.

## Storia del progetto
Il PZL.49 era uno sviluppo avanzato, "allo stato dell'arte", del bombardiere PZL P.37 Los.
Nel tardo 1936 l'ingegner Jerzy Dąbrowski iniziò i lavori sul progetto di un più moderno bombardiere medio derivato dal precedente PZL.37 Łoś. In questo venne assistito dagli ingegneri Stanislaw Kot e Piotr Kubicki. Per semplificare il processo di progettazione, circa il 50% degli elementi del disegno furono presi direttamente da quello del P.37 Los. L'obbiettivo principale dei progettisti era di aumentare al massimo le prestazioni dell'aereo, specialmente la velocità massima raggiungibile, migliorando nel contempo l'aerodinamica del velivolo.
Per migliorare il flusso aerodinamico attorno alla linea della fusoliera, utilizzata per il supporto delle torrette difensive dorsale e ventrale, venne proposto che la torretta dorsale fosse semi-retrattile e che quella ventrale lo fosse completamente. Tali postazioni difensive dovevano essere estratte completamente solo durante le azioni di combattimento.
Sul velivolo dovevano essere installati i più potenti motori radiali allora disponibili sul mercato. Si trattava dei radiali Bristol Hercules II, la cui licenza di produzione venne acquistata dalla PZL-WS nel 1939. I motori dovevano essere ricoperti da una cappottatura aerodinamica NACA. Il carrello d'atterraggio principale venne progettato dall'ingegnere Piotr Kubicki (brevetto 29 090). L'autonomia era prevista in 2 200 km (1 200 nmi) e poteva essere aumentata fino a 3 000 km (1 900 nmi) con l'installazione di serbatoi di combustibile supplementari. Il carico bellico standard era previsto in 2 200 kg (4 900 lb) e poteva essere aumentato fino a 3 000 kg (6,600 lb) riducendo il carico di carburante. L'armamento difensivo del prototipo PZL.49/I prevedeva una torretta dorsale girevole armata inizialmente con un cannone Hispano-Oerlikon da 37 mm e poi con un cannone Hispano-Suiza HS.404 calibro 20 mm, la cui licenza produttiva fu acquistata nel 1937. Per tale cannone venne ordinato, nel 1938, un supporto ruotante Hispano da consegnare nel mese di giugno del 1939. La postazione difensiva ventrale, armata con due mitragliatrici PWU Wz.37, fu progettata sul modello di quella dei cacciabombardieri PZL.42 e PZL.46 Sum.

## Tecnica
L'aereo era un bombardiere dotato di configurazione convenzionale, monoplano ad ala bassa, di costruzione interamente metallica (compreso il rivestimento esterno). La lunghezza della fusoliera era di 14,50 metri (secondo altre fonti 14,30 m o 14,40 m), mentre l'apertura alare era di 18,00 metri (secondo altre fonti 17,93 m o 18,20 m). Le ali avevano flusso laminare, ed erano dotate di flap divisi in due sezioni. La superficie alare risultava di 55,00 m2 (secondo altre fonti 53 m2 o 53,50 m2). L'impennaggio di coda presentava la doppia deriva.
L'equipaggio era composto da quattro persone: pilota, comandante di missione/bombardiere, operatore radio e mitragliere. Il bombardiere era posizionato sul muso vetrato del velivolo ed azionava le due mitragliatrici anteriori. L'operatore di radio era posizionato nella carlinga, sopra la stiva bombe. Suo compito era anche quello di azionare le due mitragliatrici difensive della torretta ventrale. Il mitragliere sedeva verso la parte caudale, in una torretta dorsale armata con un cannone o quattro mitragliatrici.
Il carrello di atterraggio principale era completamente retrattile, con le gambe anteriori che si posizionavano all'interno della parte posteriore delle gondole dei motori, mentre il ruotino di coda rientrava all'interno di un apposito alloggiamento nella parte terminale del velivolo. Le gambe anteriori del carrello avevano ruote doppie sterzanti, dotate, ciascuna, di una sospensione indipendente.
I propulsori erano due motori radiali a doppia stella Bristol Hercules II a 14 cilindri, raffreddati ad aria, eroganti la potenza di 1 290 CV (949 kW) al livello del mare e 1 100-1 150 hp (810-846 kW) ad una quota di 1 500 m ed azionanti eliche tripala metalliche.
L'armamento difensivo si componeva di due mitragliatrici PWU Wz.37 da 7,92 mm in postazione anteriore, due mitragliatrici PWU wz.37 da 7,92 mm in torretta ventrale ed un cannone Oerlikon MG FF o Fabryki Karabinów FK wz.38D da 20 mm o quattro mitragliatrici PWU wz.37 da 7,92 mm in torretta dorsale. Le bombe erano trasportate internamente alla carlinga, in una stiva divisa in due sezioni, così come in due stive posizionate nella sezione centrale delle ali. Il carico massimo trasportabile era pari a 3.000 kg.

## Impiego operativo
Il progetto definitivo del nuovo bombardiere medio fu pronto verso la metà del 1938. In un rapporto consegnato al comandante dell'aviazione, generale Józef Zając, datato 28 novembre 1938, si affermava che tutti i disegni relativi all'aereo erano stati completati. Il processo di sviluppo fu lento a causa del simultaneo coinvolgimento del team di progettisti nello sviluppo dell'aereo da caccia PZL.50 Jastrząb.
Nel tardo 1938 o all'inizio del 1939, presso lo stabilimento Wytwórnia Płatowców nr 1 (PZL WP-2) della PZL, si incominciò la produzione delle parti relative alla costruzione dei due prototipi ordinati. Tra la fine del 1938 e l'inizio del 1939. venne realizzato un modello in scala della fusoliera, comprendente una parte dell'ala sinistra. Tale mockup doveva servire per esaminare la disposizione della cabina di pilotaggio e della strumentazione da installare nella carlinga. All'inizio dell'estate del 1939 un'apposita Commissione del Comando dell'Aviazione (Komisja Dowództwa Lotnictwa), assistita dai rappresentanti dell'I.T.L. (Instytut Techniczny Lotnictwa), visionò il simulacro del bombardiere ed accettò il progetto del PZL.49, così come presentato dalla casa costruttrice. A causa dell'impegno dell'ingegner Dąbrowski nel progetto del caccia PZL.55, l'ingegner Piotr Kubicki fu nominato responsabile unico della progettazione e del nuovo bombardiere.
La direzione tecnica della fabbrica dispose di iniziare la produzione in serie dell'aereo presso lo stabilimento PZL WP-2 di Mielec. Un piano di sviluppo e produzione, elaborato nell'agosto 1939, fissava il primo volo del prototipo PZL.49/I per l'estate del 1940, mentre il primo esemplare di serie doveva essere consegnato alle unità operative verso la fine del 1941 o all'inizio del 1942. 
A causa dell'invasione tedesca, il 1º settembre 1939, tutti i piani di produzione furono annullati. Le ali del primo prototipo erano quasi terminate, così come parte della fusoliera. Tutto quanto era stato realizzato fu distrutto per evitare che se ne impadronissero i tedeschi. Ogni documentazione relativa al progetto PZL.49 fu portata nell'appartamento di Dąbrowski a Varsavia all'inizio di settembre. Verso la fine del mese, durante l'assedio della città, ogni documentazione tecnica venne bruciata in una vicina panetteria per evitare che cadesse in mano nemica. Pochissima di tale documentazione poté essere recuperata alla fine della guerra. Da parte sua l'ingegnere Dąbrowski rilasciò poche informazioni su questo progetto, comprendenti uno schizzo concettuale di una vista laterale del bombardiere.

## Versioni
Venne ipotizzato di produrre diverse versioni del velivolo:
- PZL.49/I: primo prototipo destinato alle prove statiche, o in volo, di valutazione.
- PZL.49/II: secondo prototipo, doveva rappresentare la prima versione di produzione, designata PZL.49A.[3]
- PZL.49A : prima versione di serie, dotata di propulsori Bristol "Hercules" II prodotti su licenza dalla PZL.[3]
- PZL.49B: seconda versione, destinata all'esportazione, dotata di propulsori radiali francesi Gnôme-Rhône 14N-50/51 da 1.400 HP.[3]

## Utilizzatori
Polonia
- Lotnictwo Wojska Polskiego